# Spetalen
Spetalen är en tätort i Østfold fylke i sydöstra Norge. Tätorten ligger huvudsakligen i Råde kommun med en mindre del (82 invånare) i Fredrikstads kommun. Den omfattar bland annat orten Saltnes och ligger cirka 16 kilometer nordväst om centrala Fredrikstad.